# Manuale per sopravvivere agli zombi
Manuale per sopravvivere agli zombie (The Zombie Survival Guide) è un libro di Max Brooks.
Questo volume contiene utili consigli rivolti al cittadino medio per sopravvivere a un attacco di morti viventi.
L'edizione italiana contiene anche una nota finale di Niccolò Ammaniti.

## Contenuti

### Capitolo 1: I non-morti: realtà o finzione
All'inizio di questo capitolo viene spiegato in che modo il virus "Solanum" trasformi le persone in non-morti, dando anche molto risalto al modo in cui il contagio si diffonde (per esempio quando una ferita aperta viene a contatto con sangue o saliva di un infetto). L'autore suggerisce anche dei possibili trattamenti per chi è stato contagiato dal virus, come il suicidio o l'amputazione della parte del corpo da cui l'infezione è iniziata. La parte centrale del capitolo si concentra invece sulle particolari abilità fisiche e i comportamenti tipici degli zombie, mentre nella parte finale si discute sulle diverse tipologie di attacco da parte di non-morti.

### Capitolo 2: Armi e tecniche di combattimento
Si consiglia di usare armi da corpo a corpo perché con le armi da fuoco ne attirerete altri.
Andate al capitolo 3 e anche al capitolo 5.
Fondamentale è proteggere il corpo, con imbottiture che non limitino i movimenti. Consiglio di coprire occhi e bocca per evitare contatti con schizzi di sangue.

### Capitolo 3: In difesa
Riguardo alla difesa usate oggetti taglienti come coltelli, spade, tutto quello che trovate. Se lo zombie è singolo potete affrontarlo ma se sono in gruppo dovete solo scappare! Mentre se voi siete in gruppo non attaccateli oppure usate delle armi da fuoco così da non avere il contatto diretto con gli zombie.

### Capitolo 4: In fuga
Se entrate in qualche casa o in un palazzo lasciate sempre una via di uscita aperta. Le armi da fuoco sono fondamentali e se potete lasciate qualche bomba a tempo per distrarre o fermare la corsa verso di voi degli zombie. Le bombe a tempo sono reperibili in una base militare o in un'armeria. In ogni caso, se siete nei pressi di uno di questi posti, prendete più armi che potete.

### Capitolo 5: All'attacco
Questo capitolo espone le tecniche per eliminare uno zombie (ad esempio staccandogli la testa), come usare e selezionare le armi bianche e da fuoco. Viene anche esposta la possibilità di utilizzare il fuoco, specie contro un gran numero di zombie, ma essa servirà più come diversivo che come vero strumento di difesa. Nel caso colpiate uno zombie e si muova ancora scappate: il tempo e la velocità sono fattori fondamentali per salvare la propria vita.

### Capitolo 6: Vivere nel mondo dei non-morti
Trovate una zona non infetta o senza zombie, riunitevi con i sopravvissuti e organizzate delle battaglie per ri conquistare il territorio.
Se si dispone di bombe o di armi negli scontri di massa sono fondamentali nel caso siate soli senza nessun sopravvissuto non disperatevi.
Scappate e vedrete che troverete qualcuno che possa aiutarvi.

### Capitolo 7: Attacchi documentati
La guida si conclude con una lista di documentati incontri con non-morti avvenuti nella storia dell'umanità.

## Edizioni
- Max Brooks, Manuale per sopravvivere agli zombie, Stile Libero, Einaudi, 2006,  p. 323, ISBN 88-06-17518-1.